# Héliographe
Ne doit pas être confondu avec Héliographe (communication).
L’héliographe est un instrument qui permet de mesurer la durée de l'ensoleillement sur un point de la surface de la planète. Plus précisément, il enregistre la durée pendant laquelle le rayonnement solaire est d'une intensité suffisante pour produire des ombres distinctes. L’héliogramme est le diagramme d'enregistrement d'un héliographe.

## Description
Le premier héliographe dit « héliographe Campbell-Stokes » a été fabriqué par Campbell en 1853. Il était constitué d'une boule de cristal de 10 cm de diamètre, exposée au Soleil, faisant effet de lentille concentrant le rayonnement infrarouge du Soleil, tout en l'atténuant plus qu'une loupe, de manière à brûler une feuille de papier rigide spécial placée à une distance judicieuse sous la boule sur un support incurvé.
Une graduation des molettes permet de régler l'inclinaison du support en fonction de la latitude du point où est installé l'héliographe. Le support du papier permet aussi de déplacer ce dernier en fonction de la saison, c'est-à-dire de la hauteur maximale du Soleil au-dessus de l'horizon. La lumière brûle le papier au fur et à mesure du déplacement du point focal, tant que le Soleil brille. La partie brûlée de la feuille de papier indiquait donc les moments de la journée où le Soleil avait brillé sans nuages et constitue l'héliogramme. 

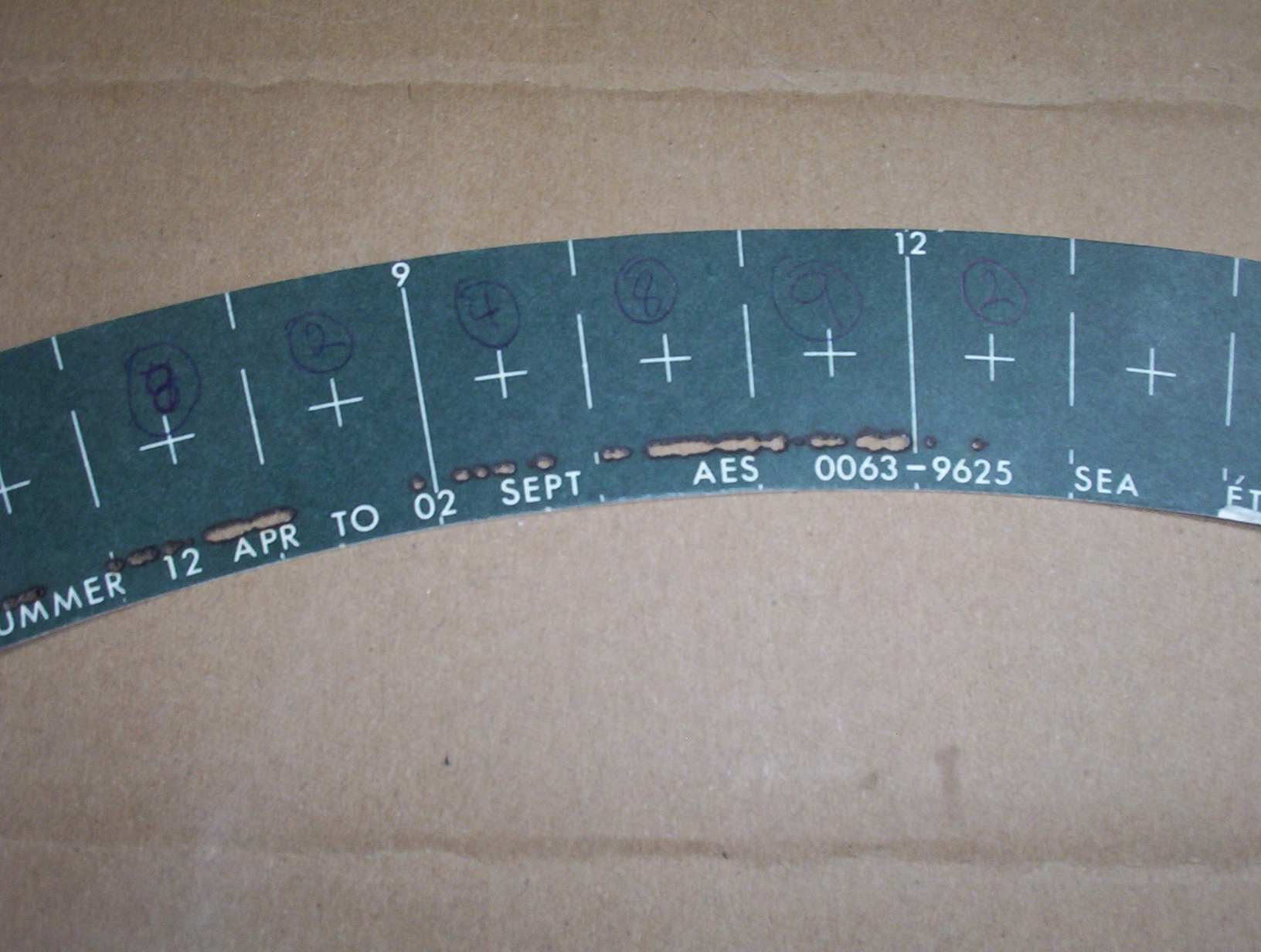
L'héliogramme où la section brûlée est visible en bas

La bande de papier est graduée en heures, ou plus finement. La mesure est imprécise en hiver et lorsque le Soleil est filtré par des nuages qui bloquent l'infrarouge. Le système ne fonctionne pas à l'aube et au couchant où l'infrarouge est filtrée par l'atmosphère.
Plus récemment, des systèmes automatiques équipés de cellules photoélectriques, ou d'autres types de matériels sont utilisés. On distingue :
- les héliographes statiques : ils comportent deux cellules photovoltaïques dont l'une mesure le rayonnement global et l'autre le rayonnement diffus. Si le Soleil est présent, ce système à deux cellules fournit un signal de déséquilibre à partir d'un seuil donné ;
- Les héliographes dynamiques ; équipés d'une partie mobile, ils peuvent analyser la différence entre luminance du ciel et celle du Soleil.

## Utilité
La connaissance de la durée d'ensoleillement est utile en météorologie, mais aussi pour les énergéticiens (pour les calculs de production d'eau chaude ou d'électricité par panneaux ou moquettes solaires par exemple), ainsi que pour les écologues (la lumière étant la condition de la photosynthèse).

## Appareil similaires

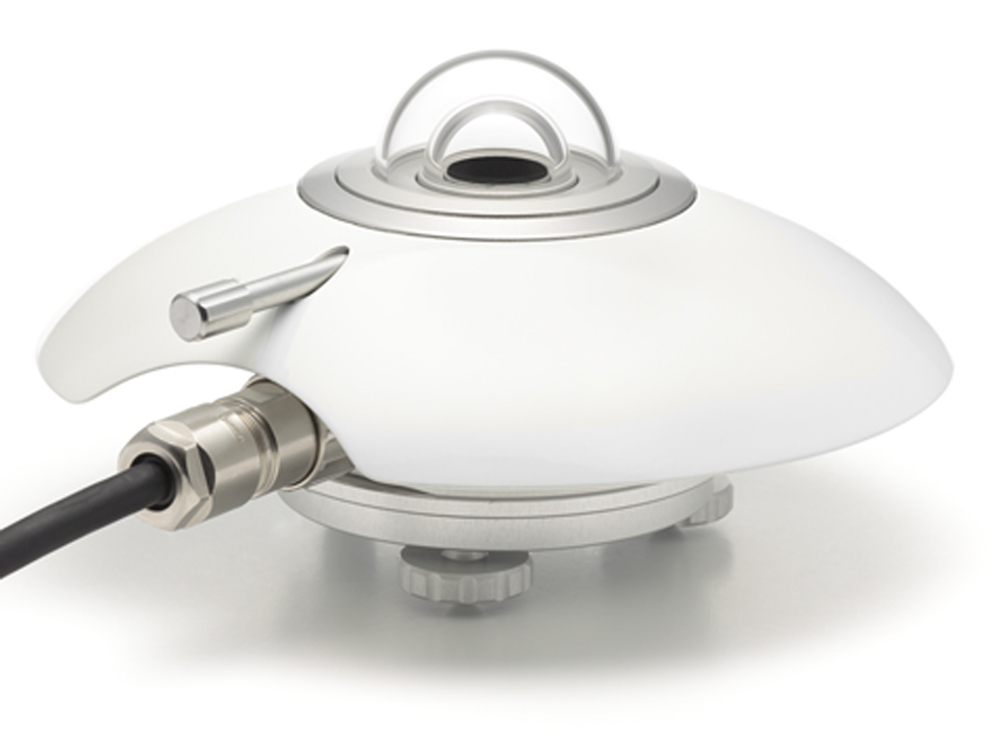
Exemple d'un pyranomètre moderne, ici le modèle SR20

Les pyranomètres, ou solarigraphes, utilisent les couples thermoélectriques formés par la superposition de thermocouples montés en série pour produire un courant électrique proportionnel au rayonnement reçu. Certains systèmes sont prévus pour mesurer la lumière qui arrive au sol au travers de la canopée.
Des systèmes analogues ont été imaginés pour guider des panneaux solaires mobiles vers le soleil.
Il existe aussi des spectrohéliographes, équipés de filtres et caméras qui sélectionnent certaines longueurs d'onde, afin d'étudier par exemple :
- l'activité solaire, dont les éruptions et protubérances (dynamique pré-éruptive et éruptive, qui peuvent avoir des impacts sur la météo et la transmission radio) ;
- la dynamique des filaments solaires.